# Matt Freeman

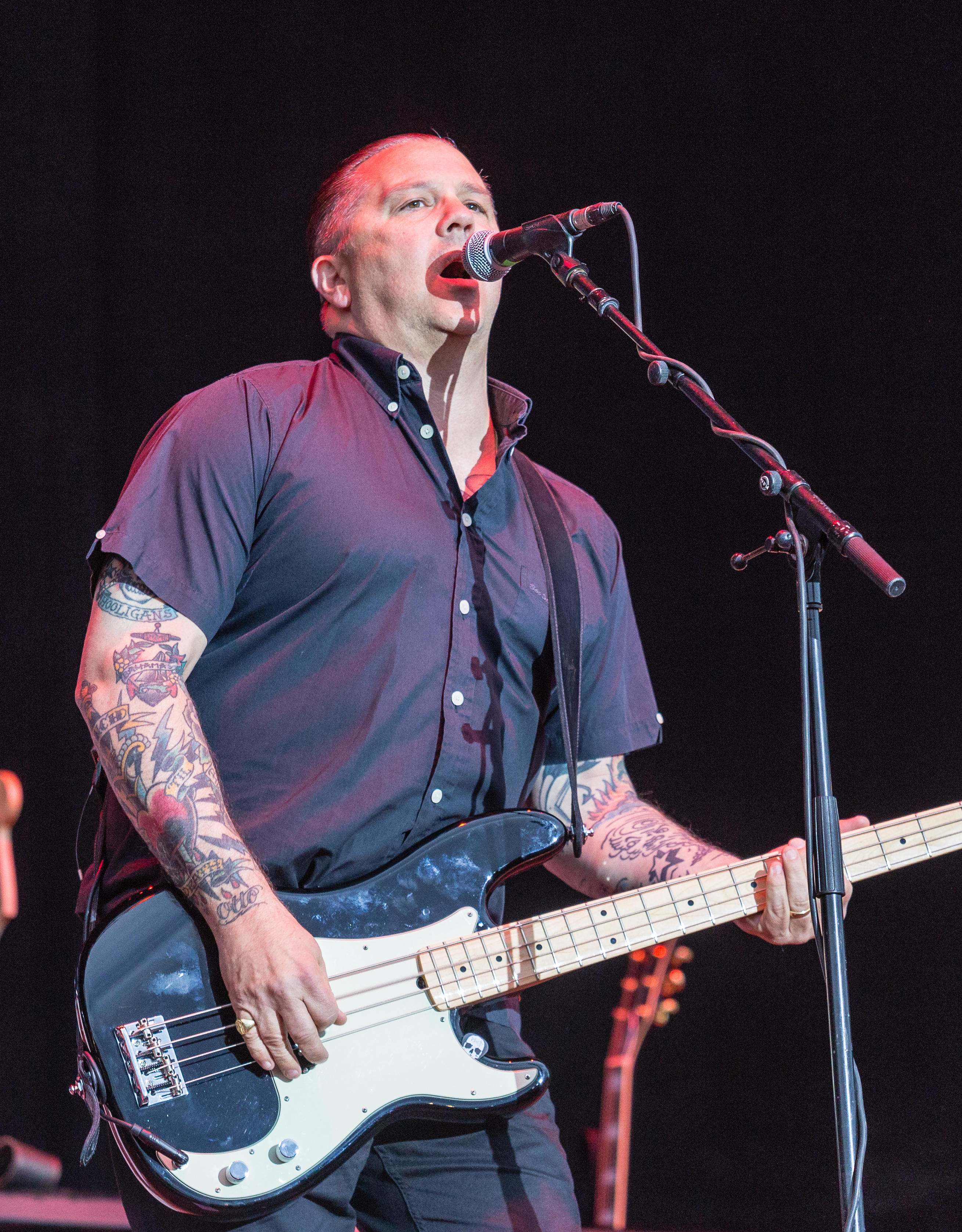
Matt Freeman, 2017

Matthew „McCall“ Freeman (* 1966 in Albany, Kalifornien) ist ein US-amerikanischer Musiker und Bassist der Punkband Rancid.

## Leben
Er wuchs in einem Vorort von Berkeley auf, wo er Tim Armstrong kennenlernte, mit dem er 1987 Operation Ivy gründete. Nach deren Auflösung 1989 spielte er bei Downfall, einem mit Operation Ivy identischen Projekt, sowie bei der politischen Hardcore-Band MDC und rief im Jahre 1991 mit Tim Armstrong Rancid ins Leben. 2004 war er für kurze Zeit bei Social Distortion tätig.
Freeman spielt sowohl Punkrock, Ska, Reggae als auch gelegentlich Funk und Rockabilly. Freemans Markenzeichen ist sein virtuoses Bassspiel, welches gerade für Punkrock sehr unüblich mit Walking-Bass-Linien und schnellen filigranen Basssoli (etwa im Rancid-Song Maxwell Murder) angereichert ist.
Neben Rancid spielt Matt Freeman auch noch in diversen Nebenprojekten, z. B. The Transplants und der Band Devil's Brigade, wo der Bassist als Lead-Sänger tätig ist.